# Termoeléctrica en Huexca
La Termoeléctrica en Huexca es el nombre que reciben dos centrales termoeléctricas  ubicadas en la comunidad de Huexca en el estado de Morelos (México); es parte del proyecto gubernamental mexicano denominado Proyecto Integral Morelos, cuya iniciativa fue planteada en 2009 y presentada por la Comisión Federal de Electricidad en 2011.

## Termoeléctrica
El Proyecto Integral Morelos incluye la creación de dos centrales termoeléctricas en el poblado de Huexca, Morelos (México). El sistema de combustible empleado es gas natural y empleara agua tratada.

## Controversias
Pobladores de la comunidad y diversos especialistas han expresado su inconformidad tanto por uso de agua y su contaminación como por la seguridad de tener un ducto en zona sísmica y volcánica. El 20 de febrero de 2019 fue asesinado el activista indígena Samir Flores Soberanes, crimen que sigue impune.

### Consulta
Como una medida gubernamental para la continuación del proyecto se realizó la consulta ciudadana los días 23 y 24 de febrero de 2019.